# 치니쿠오돈
치니쿠오돈(Chiniquodon)은 트라이아스기 후기(정확히는 카르니안절) 지금의 브라질, 아르헨티나, 나미비아, 마다가스카르에 살았던 육식성 키노돈트이다. 치니쿠오돈은 같은 치니쿠오돈과인 알레오돈과 가까운 관계이며 포유류의 조상과도 가까운 관계이다.